# Mollavao (Pontevedra)
Mollavao est un quartier de la ville de Pontevedra (Espagne), dans sa partie sud-ouest, à côté de la Ria de Pontevedra. Il a une fonction principalement résidentielle.  

## Situation
Le quartier Mollavao est situé au sud-ouest de la ville de Pontevedra. Il est limité au nord-ouest par l'Avenue de Marín et le Front de Mer de Pontevedra, au nord par la rue Manuel del Palacio, à l'ouest par la rue Estrigueiras et l'AP-9 et au sud par la rue Mollavao. 
Le quartier est divisé longitudinalement au centre par la rue Rosalía de Castro et son prolongement vers Marín, la route PO-546.

## Histoire
L'ancienne crique sablonneuse où se trouve Mollavao est à l'origine du quartier actuel. Le nom Mollavao vient de molle (quai) et vao (lieu de déchargement). Mollavao est né comme zone portuaire de l'Empire romain, servant d'avant-port de Pontevedra. La première mention connue, sous le nom de Mollia Vada, provient d'un document de 1220. En 1595, il était déjà décrit dans un plan conservé aux Archives générales de Simancas comme un lieu remarquable de la ria de Pontevedra.
Dans la première moitié du XVIIIe siècle, la chapelle des Saints a été construite dans le style baroque à Mollavao. Sa construction a été ordonnée en 1737 par Juan De Marzoa pour la dédier à Saint François (dont la statue en pierre se trouvait dans une niche de la façade) et a été achevée en 1741. C'était un temple baroque d'inspiration portugaise, entouré de colonnes couronnées de statues de saints (saint Jacques, saint Joseph, saint Jean, saint Pierre, saint Michel, saint Antoine, saint Martin, saint Loup, la Vierge Marie et l'ange gardien). Au milieu du XIXe siècle, il a été abandonné et ses éléments architecturaux et ses statues ont été déplacés vers d'autres lieux, notamment les cimetières de Salcedo et Saint-Maur et la chapelle Saint-Blaise, .
Au milieu du XIXe siècle, les connexions générales entre la ville et les autres villes ont été améliorées et entre 1847 et 1851, la rue Oliva et l'actuelle rue Rosalía de Castro ont été aménagées, dont le prolongement en tant que route reliait la ville à Marín à travers Mollavao.
La savonnerie Fabril Gallega de Jabones a été installée dans le quartier Mollavao en 1938, au numéro 126 de la rue Rosalía de Castro. Le bâtiment a été conçu par l'architecte municipal Emilio Quiroga Losada et est resté en activité jusqu'en 1944, date de la mort de son propriétaire. Elle produisait toutes sortes de produits, des lessives aux savons de toilette et pour le bain. Parmi les plus célèbres, il y avait les savons aux sels San Justo,,.
En 1944, des terrains ont été expropriés dans le quartier pour la construction de logements destinés aux officiers de la marine en poste à l'École navale militare. À Mollavao, des deux côtés de la rue Rosalía de Castro, des pavillons ont été construits à cette fin, entourés d'espaces verts et de jardins.
Le 19 mai 1947, le projet de construction d'une route le long de la ria de Pontevedra entre Pontevedra et le quartier Placeres, dans la paroisse civile de Lourizán, a été approuvé. Les travaux de cette route, qui ont débuté en 1949 et se sont achevés en 1955, ont également modifié la crique de Mollavao, la remplissant entièrement de remblais. En 1969, la route a été achevée avec quatre voies de circulation et a été ouverte en tant que route à quatre voies le 8 août 1969,.
En 1948, les premiers locataires ont commencé à emménager dans les logements sociaux constitués de petites maisons colorées autour de la place Benito Vicetto.
En 1953, l'école privée Juan Sebastián Elcano (appartenant au ministère de la Défense) a été construite dans le quartier, rue Rosalía de Castro, à côté des logements militaires de la Marine, qui a commencé à fonctionner en 1954.
Le 26 septembre 1985, le bâtiment du centre de santé polyclinique Casa del Mar a été inauguré dans le quartier Mollavao, avec un total de 89 médecins spécialistes.
Le 21 décembre 1989 a débuté la construction du pont de l'autoroute AP-9, le Pont de la Ria, et du tracé de l'autoroute à travers le sud et l'ouest de la ville, qui traverse le quartier Mollavao sur un viaduc et dont les travaux ont été inaugurés le 25 mars 1992. Cette voie a totalement modifié la physionomie du quartier.
Il est prévu de construire à l'avenir une large rue reliant la rue Rosalía de Castro à l'avenue de Marín sur l'ancien site du cirque afin d'améliorer la mobilité dans le quartier,.

## Aménagement urbain
Le quartier est une zone résidentielle à moyenne et faible densité avec quelques établissements commerciaux. Il s'articule autour de la rue centrale Rosalía de Castro et de la route PO-546 qui relie Pontevedra et Marín et passe près du Palais de Lourizán, situé à 2,5 kilomètres du quartier. Sur son côté sud-ouest, le quartier longe la ria de Pontevedra et le front de mer de Pontevedra, qui possède un point de vue sur la ria.
Mollavao est délimité dans la partie la plus proche du centre-ville, dans la rue Rosalía de Castro, par les maisons construites au milieu du XXe siècle pour les officiers de la Marine et par des bâtiments de différentes hauteurs, et aux alentours de la route PO-546 par la présence de maisons éparses.
Le quartier dispose d'une aire de jeux pour enfants située sous le viaduc de l'autoroute AP-9 ainsi que d'une piste d'éducation routière. Le terrain de jeux de Fonte Santa est également situé à Mollavao.

## Équipements

### Centres de santé
Le principal établissement de santé du quartier est le centre de santé polyclinique "Casa del Mar", qui dépend du centre hospitalier universitaire de Pontevedra et constitue un centre médical de référence pour de nombreux habitants de Pontevedra.

### Établissements scolaires
Mollavao abrite l'école privée Juan Sebastián Elcano, qui appartient au ministère de la Défense.

### Sports et loisirs
- Sous le pont de l'autoroute AP-9 se trouve la piste d'éducation routière de la mairie de Pontevedra[22].
- Jusqu'en octobre 2022, l'association culturelle et salle de concert Liceo Mutante était située dans le quartier[24].

## Galerie

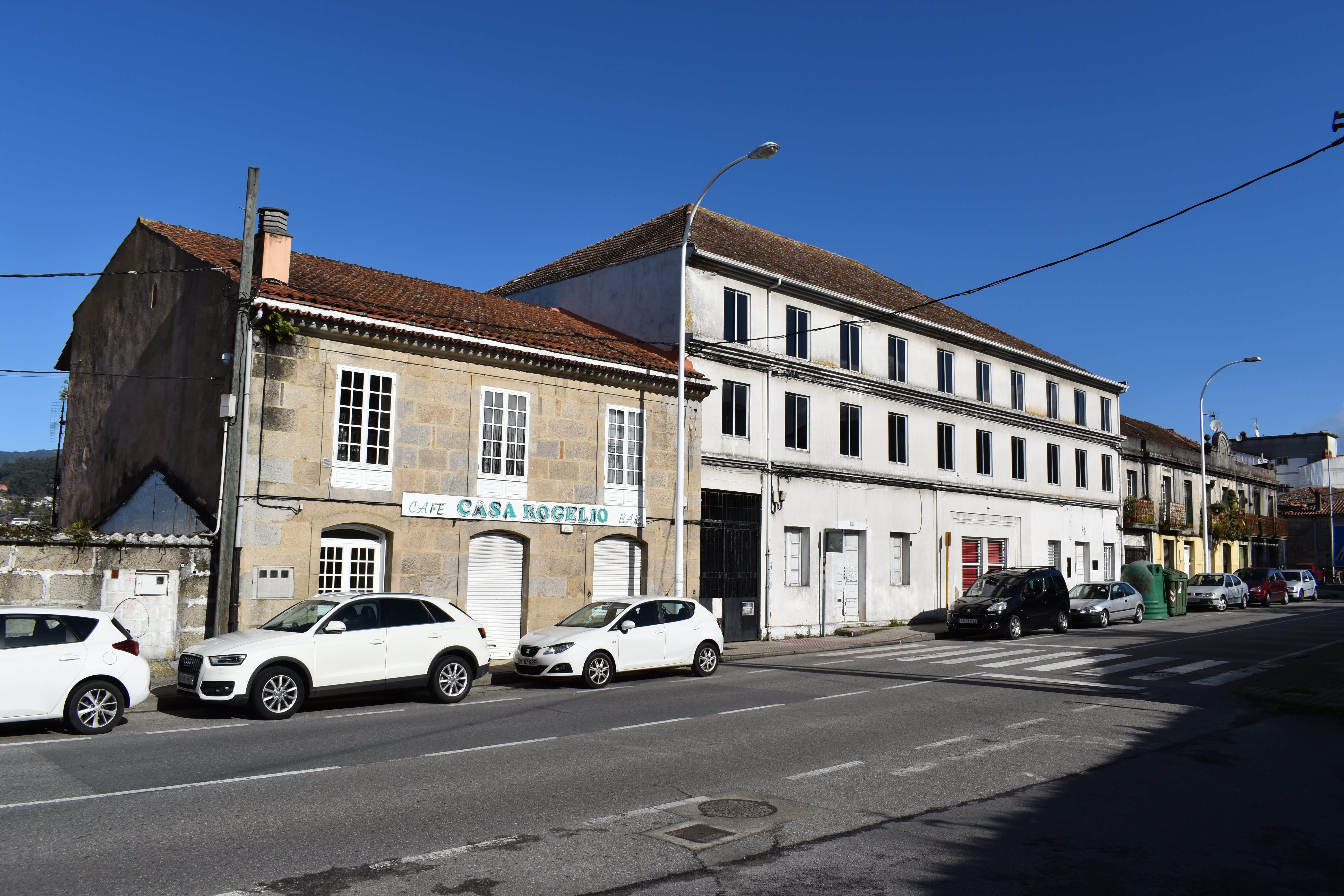
Rue Rosalía de Castro
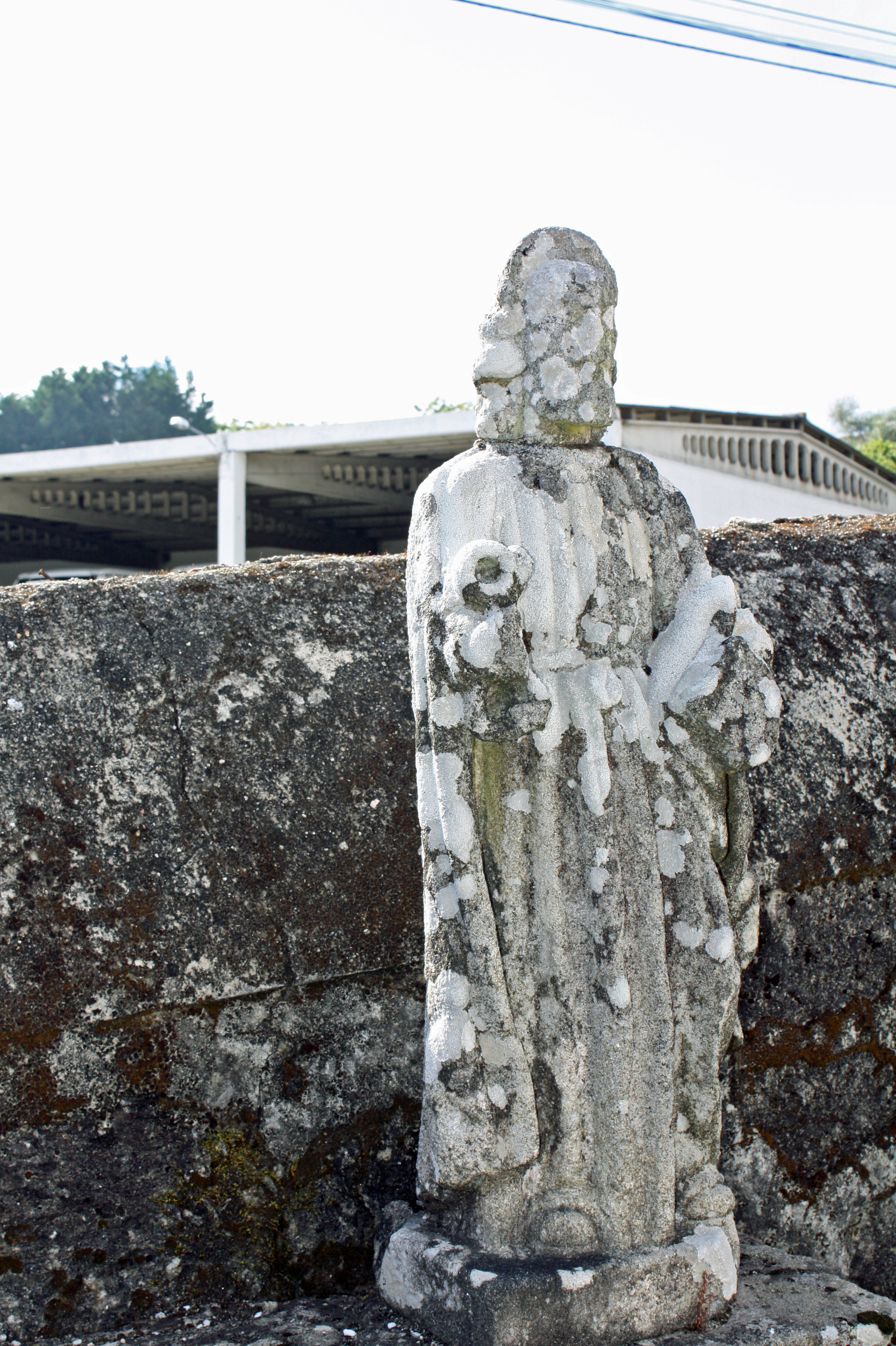
Statue de Saint Martin qui faisait partie de l'ancienne chapelle des Saints
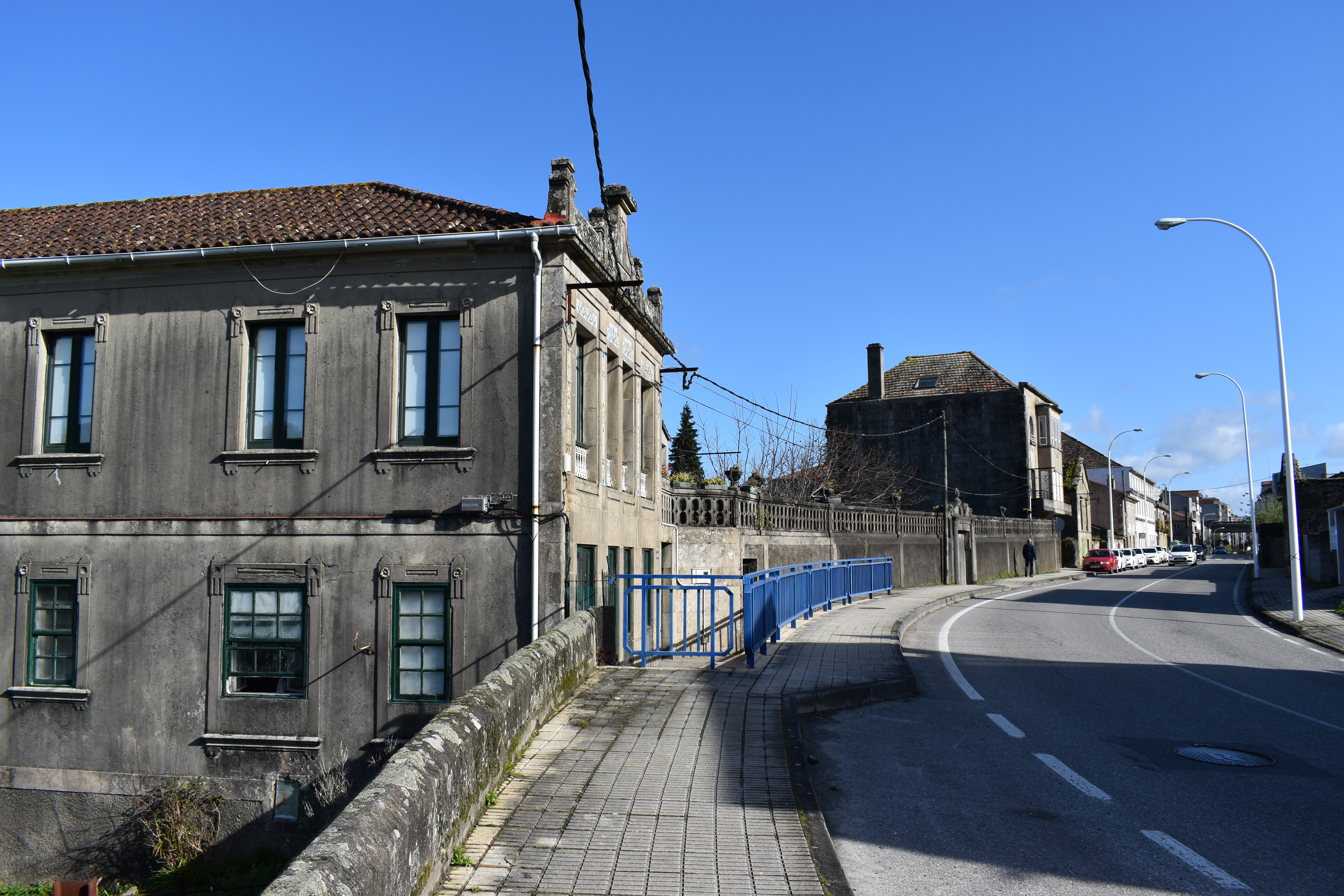
Route PO-546 traversant Mollavao
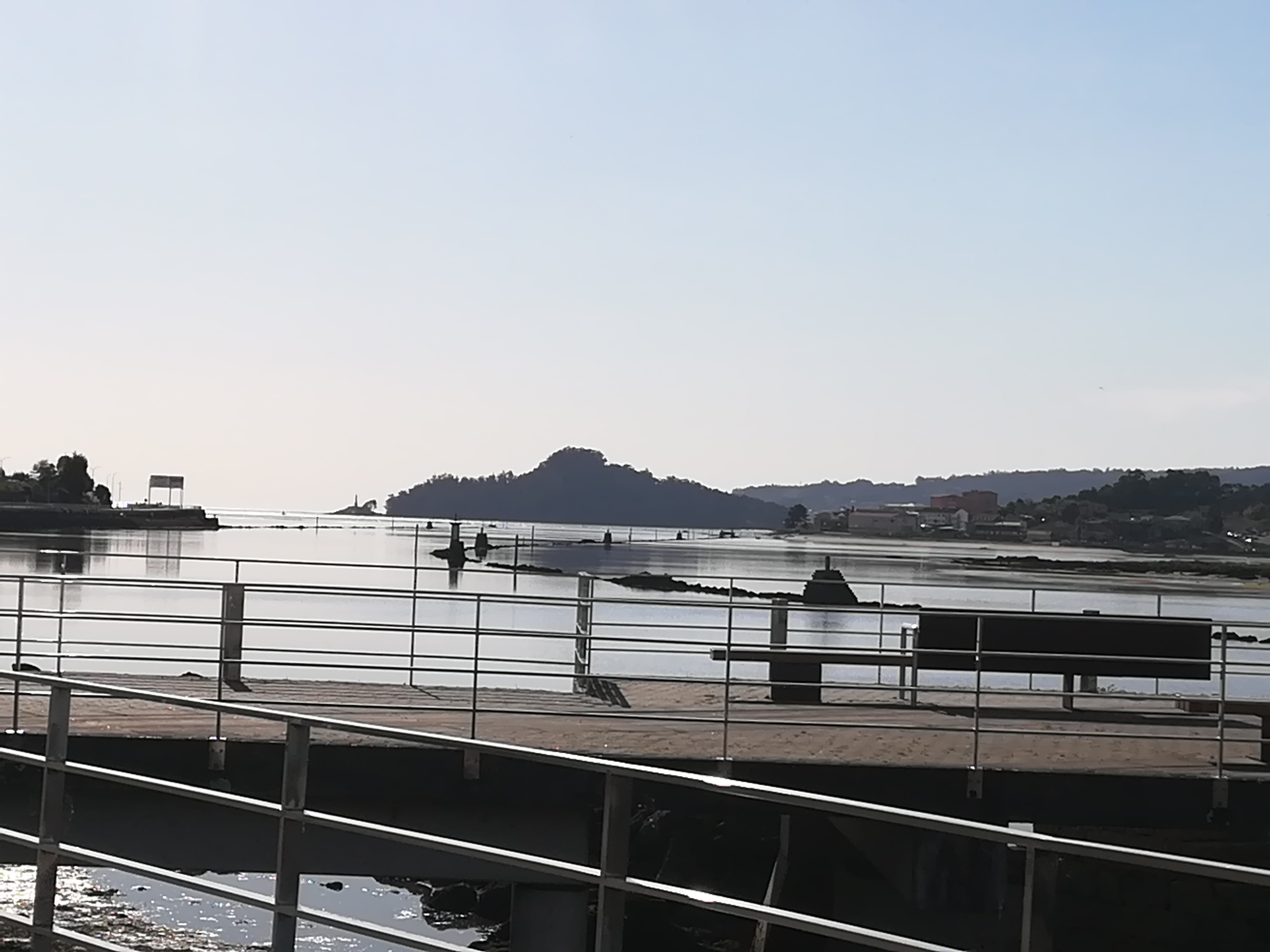
Belvédère sur la ria de Pontevedra
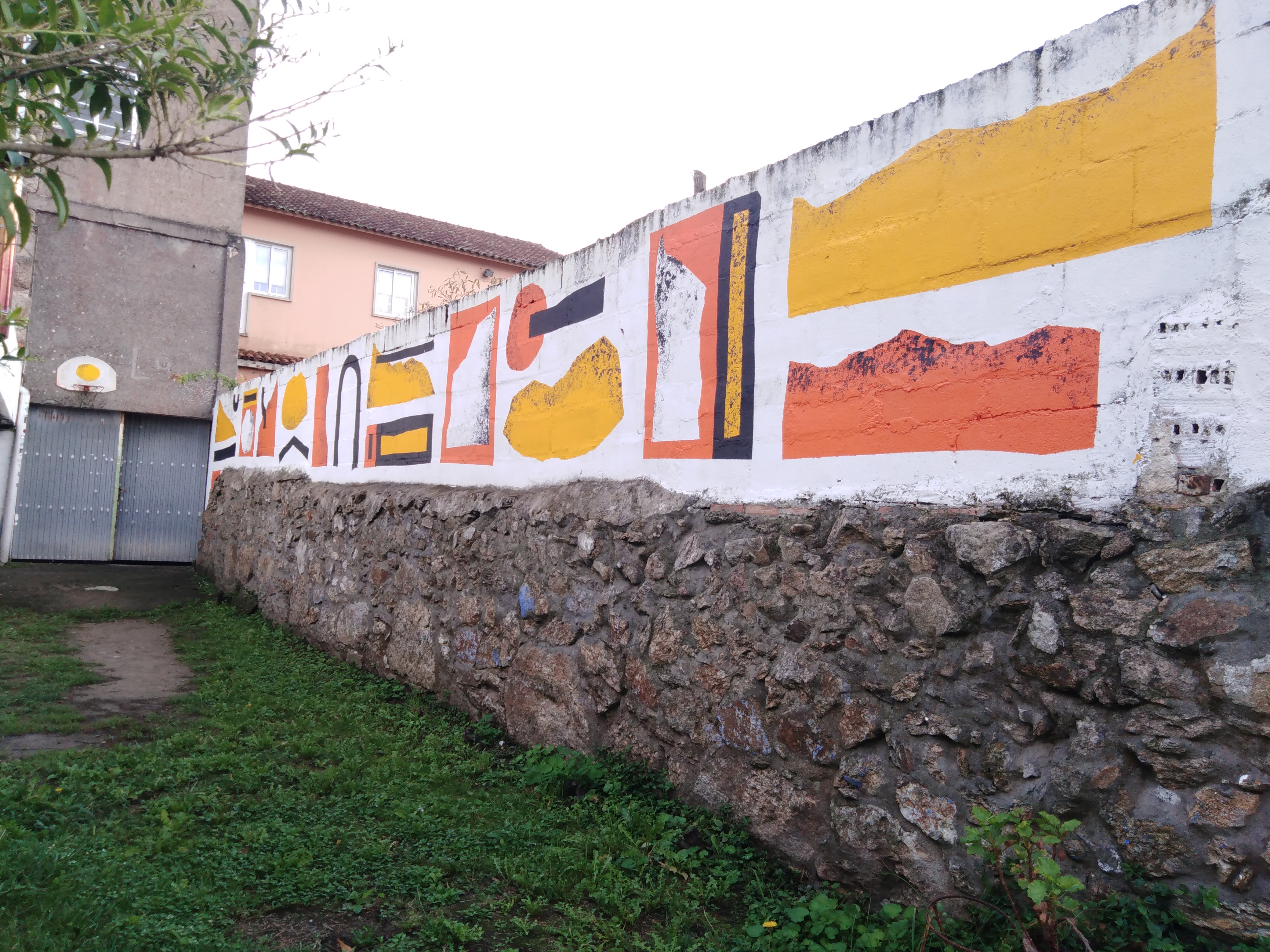
Liceo Mutante à Mollavao
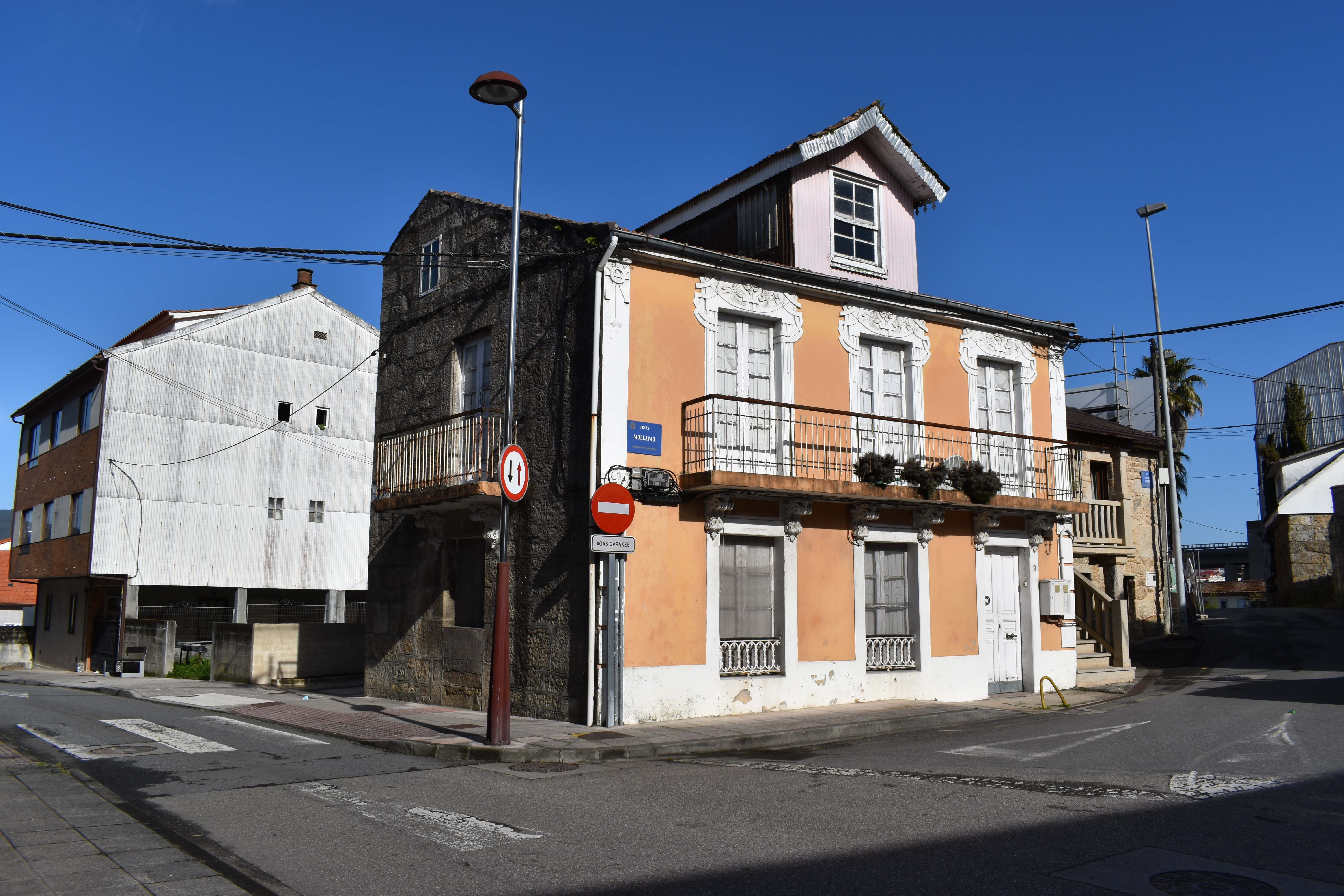
Place Mollavao
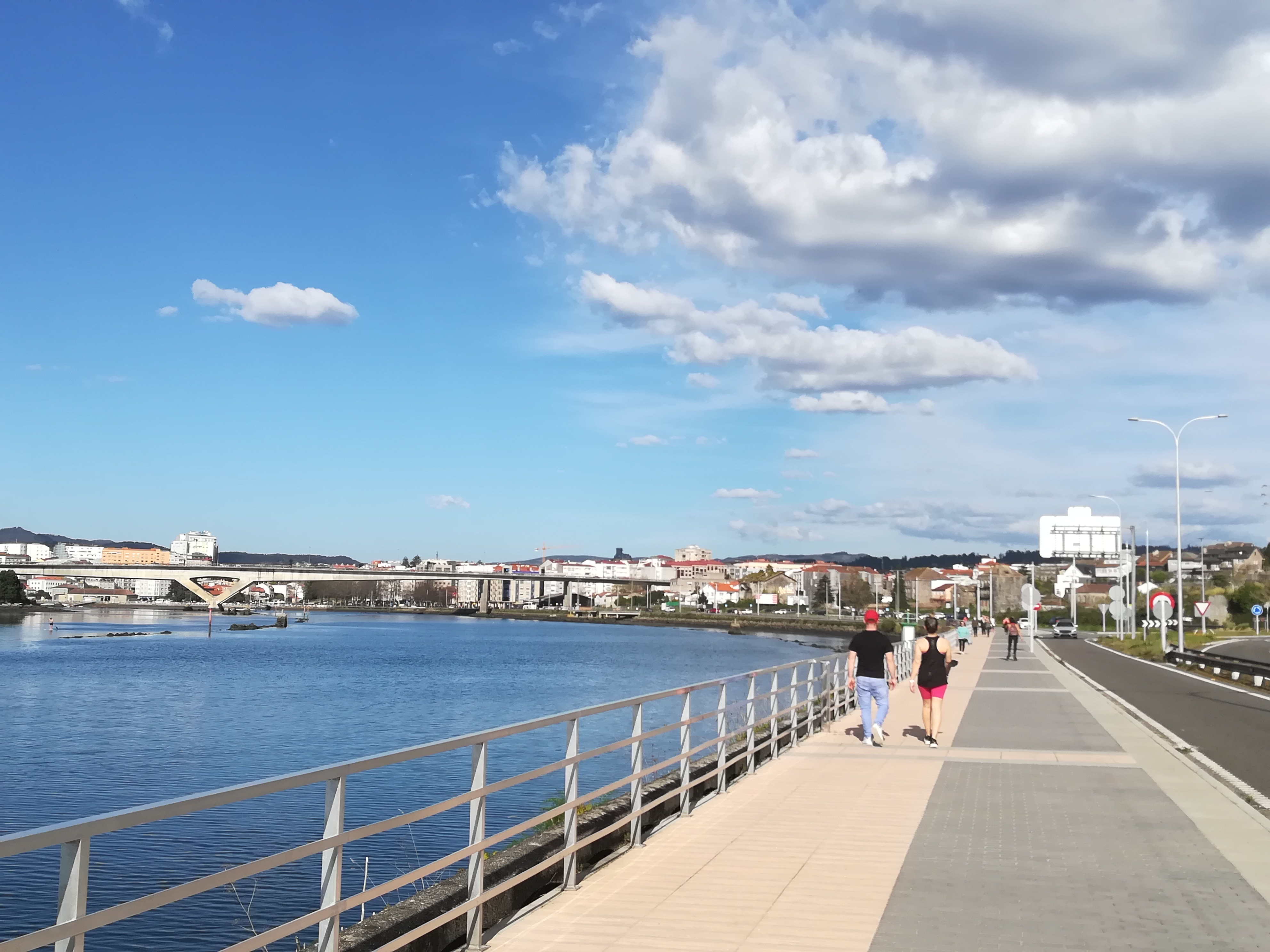
Front de mer de Pontevedra, avec Mollavao sur la droite
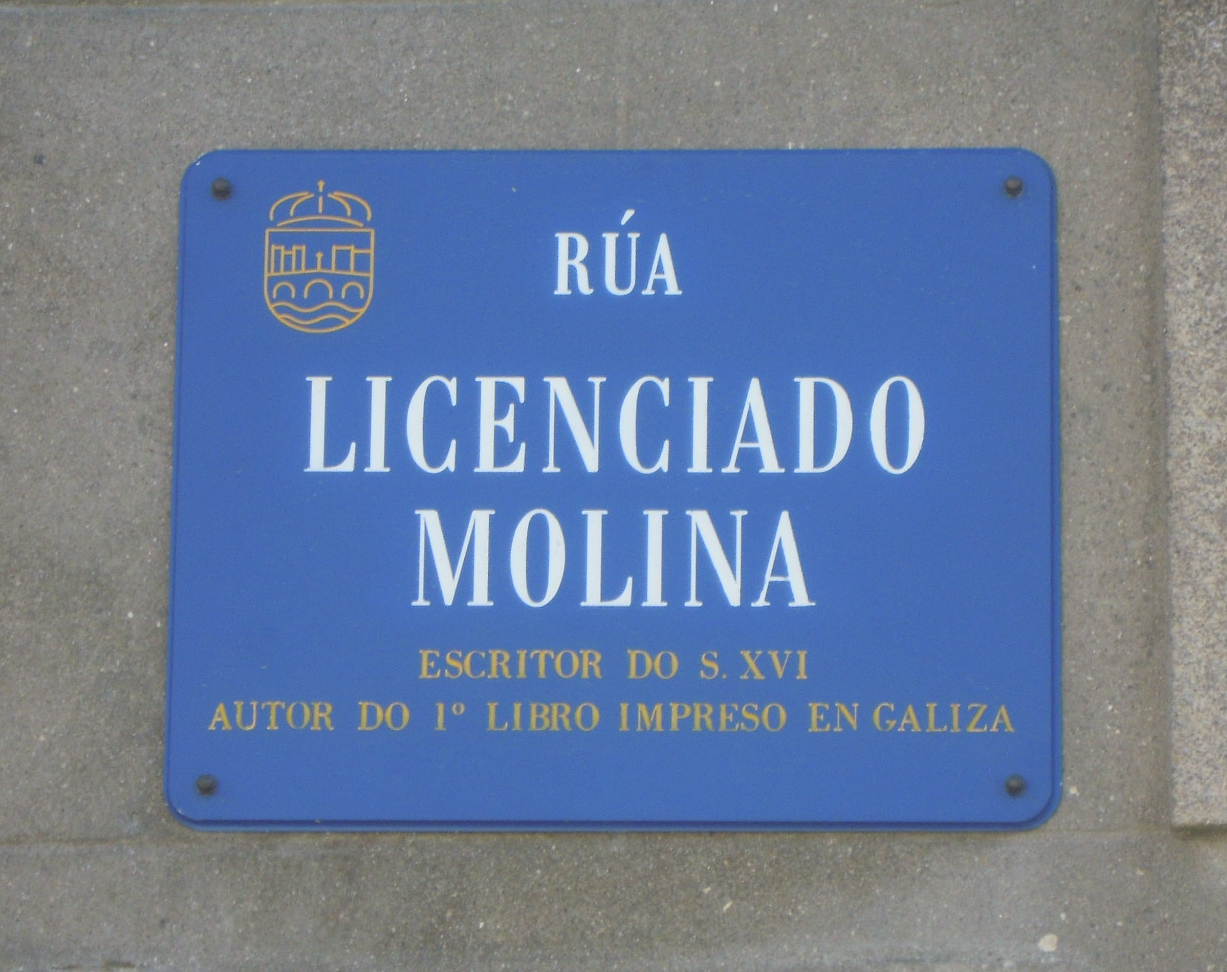
Plaque de rue Licenciado Molina
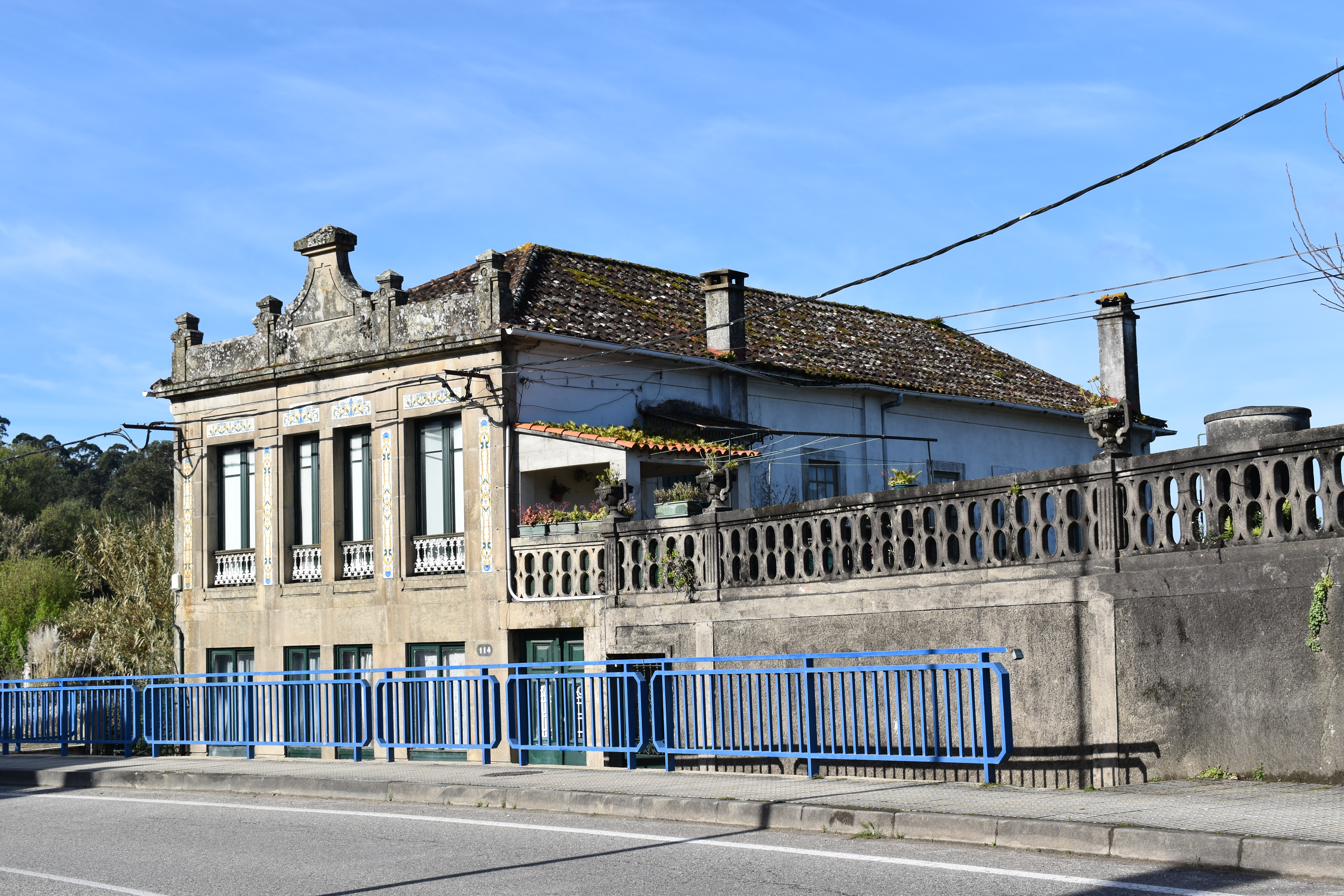
Villa Corona
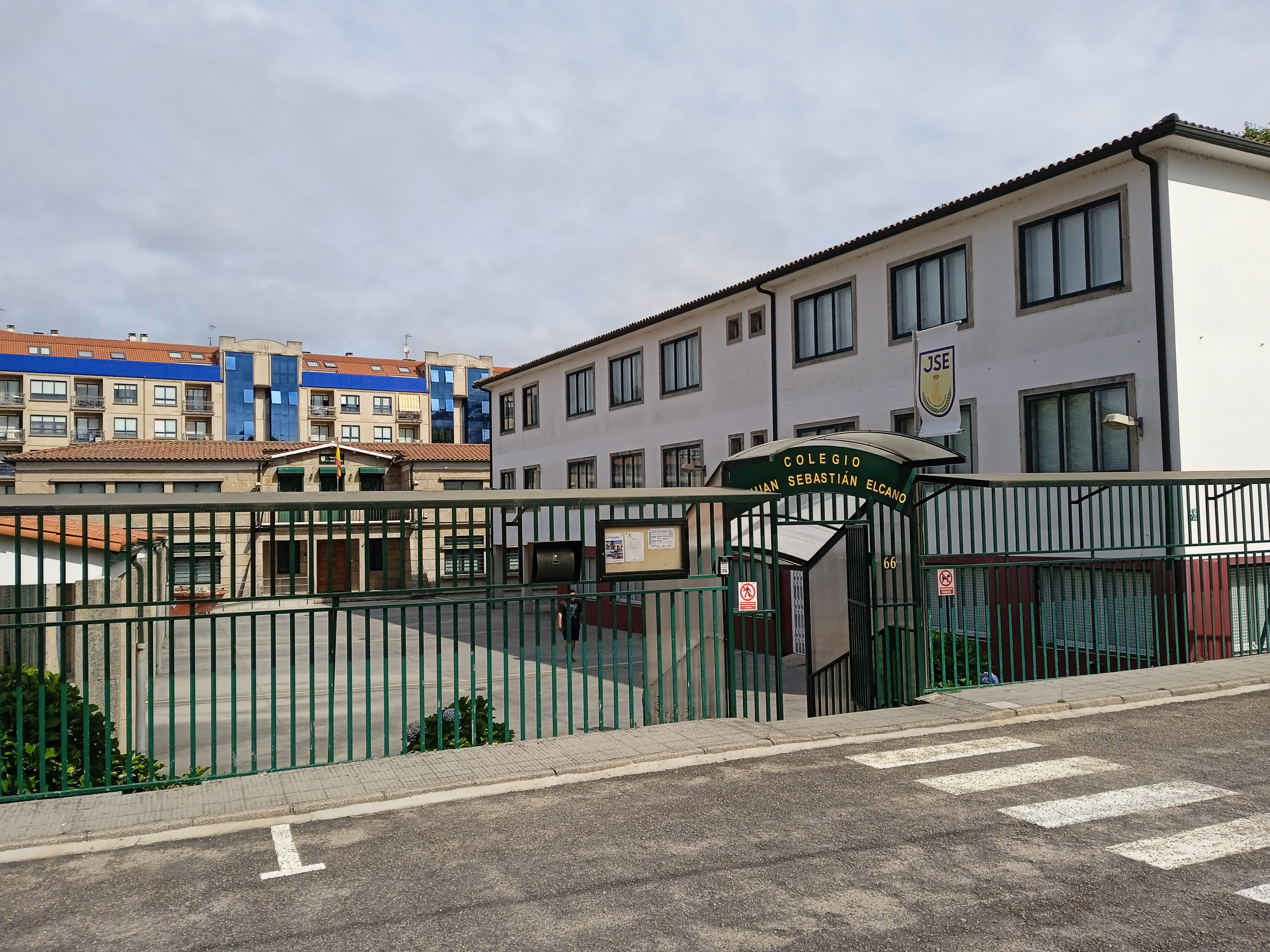
École Juan Sebastián Elcano
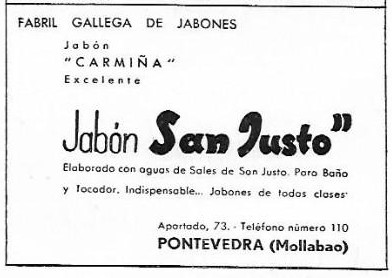
Pub pour le savon San Justo (1939)